# Индия: Майката земя
"Индия: Майката земя" (на италиански: India: Matri Bhumi) е документален филм от 1959 година на режисьора Роберто Роселини, копродукция на Италия и Франция.

## Сюжет
В продължение на четири отделни епизода Роберто Роселини извършва ритуално пътуване през вековната индийска култура, прекрасната архитектура и състоянието на обществото в Индия по това време, смесица от много различни народи.

## В ролите
- Винченцо Таларико като разказвача[2]

## Номинации
- Номинация за Сребърна лента на „Италианския национален синдикат на филмовите журналисти“ на Алдо Тонти за най-добра операторска работа в цветен филм от 1961 година.[3]